# Елвін Фортес
Елвін Фортес (порт. Alvin Fortes, нар. 25 травня 1994, Роттердам) — кабовердійський футболіст, півзахисник казахстанського клубу «Кайсар».

## Клубна кар'єра
Вихованець кількох нідерландських клубів, серед яких «Спарта» (Роттердам) та «Феєнорд», але на дорослому футболі дебютував 2013 року виступами за фінську команду «Паллосеура Кемі Кінгс», в якій того року взяв участь у 6 матчах третього дивізіону країни, після чого повернувся до Нідерландів і грав по сезону у клубах другого дивізіону «Валвейк» та «Осс».
18 січня 2016 року він підписав півторарічний контракт з турецьким «Болуспором», що виступав у другому дивізіоні країни, але покинув клуб через шість місяців через заборгованість по зарплаті. Натомість Фортес підписав дворічний контракт у липні 2016 року з грецькою «Верією», але вже 31 серпня його контракт з клубом був розірваний, після чого Фортес тривалий час залишався без клубу, а з лютого 2017 року підтримував форму виступаючи за резервну команду «Вітесса» у третьому дивізіоні Нідерландів.
Сезон 2017/18 Фортес розпочав у чеському клубі «Збройовка», а якому дебютував у вищих дивізіонах, зігравши у 12 іграх чемпіонату і забивши 1 гол, але 17 січня 2018 року його контракт було розірвано.
У сезонах 2018 і 2019 роках Фортес виступав за грузинську «Ділу», а на початку 2020 року приєднався до казахстанського «Кайсара». Станом на 20 лютого 2021 року відіграв за команду з Кизилорди 15 матчів в національному чемпіонаті.

## Виступи за збірну
Незважаючи на те, що Елвін Фортес народився у Нідерландах, він через своє кабовердійське походження мав виступати у складі національної збірної Кабо-Верде. 1 червня 2018 року Фортес провів свій перший і єдиний матч за цю збірну, вийшовши на заміну на 78 хвилині замість Рікарду Гоміша в товариській грі проти Алжиру (3:2).